# Université nationale de pédagogie de Gwangju
L'Université nationale de pédagogie de Gwangju (en hangul : 광주교육대학교) est une université nationale de Corée du Sud située à Gwangju. Elle a la charge de la formation des futurs enseignants du primaire et du secondaire.

## Histoire
L'établissement est créé comme une école normale en 1938. En 1981 le cursus passe à 4 ans. En 1993 l'établissement accède au statut d'université. En 1996, une faculté de 2e cycle universitaire est créé.